# Philippe Bourret
Pour les articles homonymes, voir Bourret.
Philippe Bourret (Montréal, 24 avril 1979 – ) est un joueur de badminton québécois.
Il est le premier athlète masculin s’entraînant au Québec à s'être qualifié dans une épreuve de badminton aux Jeux olympiques.
Bourret a participé aux Jeux olympiques d'été de 2004 sous les couleurs du Canada. Il a joué en double mixte avec Denyse Julien. Ils ont perdu contre Daniel Shirley et Sara Petersen de la Nouvelle-Zélande au round 32. Philippe Bourret a aussi remporté la médaille d'or lors de l'épreuve de double mixte (toujours accompagné de sa partenaire Denyse Julien) aux Jeux panaméricains, qui ont eu lieu à Saint-Domingue (République dominicaine) du 1er au 17 août. Il a été proclamé Athlète masculin de l'année par l'Université de Montréal en 2001-2002 et 2002-2003.